# Hedylus brooksi
Hedylus brooksi là một loài tò vò trong họ Ichneumonidae.